# Ronnell Lewis
Ronnell Lewis (Dewar, 17 settembre 1990) è un ex giocatore di football americano statunitense che ha giocato nel ruolo di linebacker. Fu scelto nel corso del quarto giro (125º assoluto) del Draft NFL 2012 dai Lions. Al college ha giocato a football ad Oklahoma.

## Carriera professionistica

### Detroit Lions
Il 28 aprile 2012, Lewis fu scelto nel corso del quarto giro del Draft 2012 dai Detroit Lions. Debuttò come professionista nella settimana 1 contro i St. Louis Rams senza far registrare alcuna statistica. La sua stagione da rookie terminò con 8 presenze, nessuna come titolare, e 8 tackle.

## Vittorie e premi
Nessuno

## Statistiche
| Partite totali      | 8 |
| Partite da titolare | 0 |
| Tackle totali       | 2 |
| Sack                | 0 |
| Intercetti          | 0 |

Statistiche aggiornate al 7 febbraio 2013